# Valdemar Nielsen Vestmark
Valdemar Nielsen Vestmark (Geburtsname: Valdemar Nielsen; * 10. November 1897 in Jelstrup (ehemaliges Kirchspiel in der heutigen Vesthimmerlands Kommune in Nordjütland) bei Aars; † 23. Juli 1986 in Aars) war ein dänischer Landwirt und Schriftsteller.

## Biografie

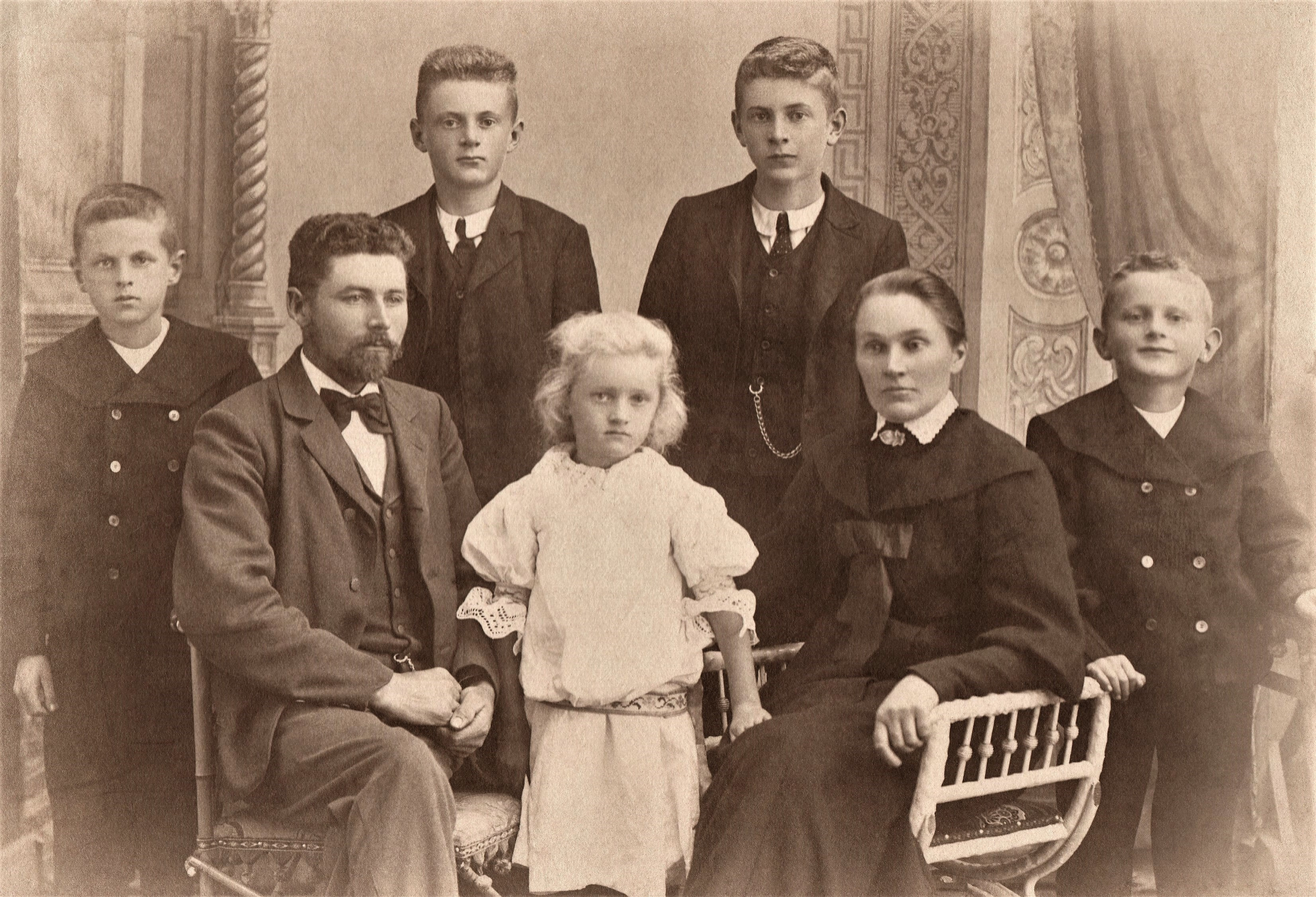
Familie Niels Nielsen aus Jelstrup (1906)

Valdemar Nielsens Eltern, der Landwirt und Freischulgründer Niels Nielsen (* 1864) und dessen Ehefrau Else Marie Jensen (* 1867) bewirtschafteten den Hof „Vestmark“ in Jelstrup. Valdemar hatte drei ältere Brüder, Jens (1891–1978), Frode (1892–1984) und Karl (1895–1979) sowie zwei jüngere Schwestern, Marie (1900–1992) und Dagny (1909–1991). Die Brüder Jens und Frode und die Schwester Dagny wurden Kunstmaler, die Schwester Marie und sein Bruder Karl wurden wie er Schriftsteller.
Valdemar wurde, wie seine Geschwister auch, auf dem elterlichen Hof durch die Eltern und durch einen Hauslehrer unterrichtet. In seinem Elternhaus wurde auch gelesen, diskutiert und der Ehrgeiz der Kinder geweckt. Sie wurden ermutigt, ihren eigenen Weg zu wählen, der für alle weg von der Landwirtschaft und hin zu Literatur und Kunst führte. Viele Jahre später hat er der Zeitung „Løgstør Avis“ erzählt, dass er die Lektionen im Hausunterricht, die er lernen sollte, nie gelernt habe. Als er dann mit 20 Jahren in einen „Studentenkursus“ (ein Vorbereitungskurs für die Aufnahme in die Universität in Høng), einem Trainingsprogramm in einer Abendschule, kam, war er darauf fachlich nicht vorbereitet. Er brach den Kursus ab und ging zurück auf den elterlichen Hof. 1918 wanderte er dann nach Kanada aus. Dort arbeitete er zunächst als Wanderarbeiter. Er gab das aber bereits nach zwei Jahren wegen der sozialen Unsicherheit auf Grund der prekären Arbeitsverhältnisse auf und zog zwei weitere Jahre als Vagabund durchs Land. Als er mittellos geworden war, hatte er das Glück, auf Kosten des dänischen Konsulats in Kanada nach Dänemark zurückreisen zu können. Nach kurzer Zeit auf dem elterlichen Hof in Jelstrup ging er erneut auf Reisen, diesmal reiste er (auf die gleiche Weise wie seinerzeit in Kanada) durch Dänemark, Norwegen und Schweden. Seinen Bildungshunger stillte er in Bibliotheken, in denen er viel Zeit verbrachte.
In den Jahren zwischen 1927 und 1937 arbeitete Valdemar Nielsen im landwirtschaftlichen Betrieb seiner Eltern mit. 1937 übernahm er – 40-jährig – den Hof der Eltern, die bis zu ihrem Tod weiter dort wohnen blieben. Der Betrieb mit dem landwirtschaftlichen Nutzland – etwa 56 Morgen oder 14 ha – gehörte zu den mittelgroßen. Als er 1958 sein erstes Buch veröffentlichte und sich auf das Schreiben konzentrieren wollte, verpachtete er das Land langfristig an zwei Nachbarn.
Nachdem sein Bruder Jens (etwa 1968) der Aars Kommune eine große Sammlung seiner Ölbilder und Aquarelle geschenkt hatte und dort Planungen für ein Kunstmuseum in Verbindung mit dem kulturhistorischen Vesthimmerlands-Museum in Aars (gegründet 1935) begannen, schenkte Valdemar Nielsen Vestmark seinerseits der Kommune 100.000 dkr unter der Bedingung, dass das Museum auch gebaut werde. Das Kunstmuseum in Aars wurde allerdings nicht errichtet.
Seine letzten drei Lebensjahre verbrachte Valdemar Nielsen Vestmark im Pflegeheim „Østermarken“ in Aars. Er war unverheiratet und hinterließ keine Kinder.

## Literarische Tätigkeit

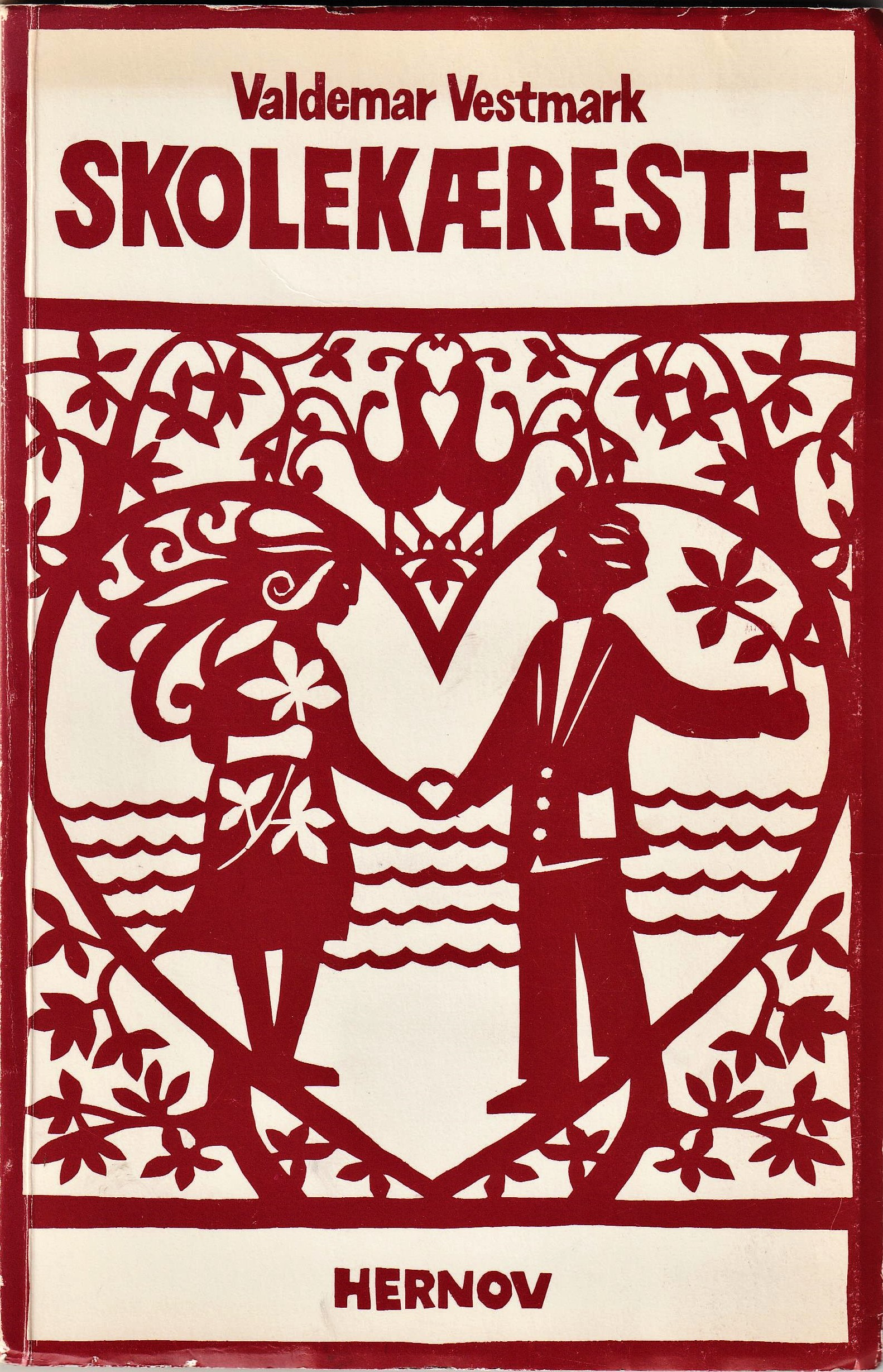
Buchumschlag des Romans „Skolekæreste“ von Valdemar Vestmark

Als Schriftsteller debütierte Valdemar Nielsen unter seinem Geburtsnamen 1958 mit dem Roman Tramping, der seine Zeit in Kanada aufgreift und der die Lebenssituation junger arbeitsloser Landarbeiter, die der Willkür ihrer Arbeitgeber in den 1930er Jahren in den USA ausgesetzt waren, zum Thema hat. Den Umschlag dieses Buches gestaltete sein Schwager (der Ehemann seiner Schwester Marie), der Kunstmaler Albert Elmstedt (1895–1976). Ein Abschnitt dieses Buches wurde am 15. Juni 1959 in einer Literatursendung im dänischen Radio von Axel Strøbye vorgelesen. Die Zeitung Aalborg Stiftstidende veröffentlichte am 21. Juli 1959 eine Buch-Kritik von Peder Hesselaa über Tramping. Noch im gleichen Jahr ließ Valdemar Nielsen seinen Namen ändern, indem er ihm Vestmark, den Namen des Hofes, wo er aufgewachsen war, anfügte. Eine Zweitauflage von Tramping erschien 1974, allerdings wie auch alle weiteren Bücher von ihm, unter dem Künstlernamen Valdemar Vestmark.
Sein zweites Buch, den Roman Vagabond (Vagabund) veröffentlichte er erst siebzehn Jahre nach dem ersten – 1975. Hier schildert er das Leben eines Landstreichers vor dem Hintergrund seiner eigenen Erfahrungen auf dänischen Landstraßen. Den Umschlag dieses Buches gestaltete seine Nichte Johanne Elmstedt (1940–1988) und sein Bruder Frode illustrierte das Buch. 1978 erschien dann seine Biografie mit dem Titel En borgerlig tilværelse (Ein bürgerliches Leben) über den Versuch eines Vagabunden, sich in einer Wohnung in bürgerlichen Verhältnissen niederzulassen, mit dem Umschlag von Tom Wikborg. Valdemar Vestmark hat auch Gedichte geschrieben. 1979 kam sein Gedichtband Stækkede vinger (Gestutzte Flügel) heraus. 1980 veröffentlichte er sein letztes Buch mit dem Titel Skolekæreste (Die Schulfreundin). Das Titelbild auf dem Umschlag hat seine Nichte Johanne Elmstedt entworfen. Das Buch ist der mit großem Einfühlungsvermögen geschriebene Rückblick eines erwachsenen Mannes auf eine Liebesbeziehung, wie sie außer ihm die meisten jungen Männer erleben: Ein junger Mann vom Lande kommt als Student in die Stadt und erlebt diese „größte aller Liebeserfahrungen“, die sich nie in Worten oder Taten niederschlägt, aber Spuren für den Rest seines Lebens hinterlässt (Klappentext – dänisch). Das Buch wurde, wie auch später die seiner Schwester Marie, um Kosten zu sparen, in einem Zustand ausgeliefert, dass die Leser die Buchbogen selber aufschneiden mussten, um ihr Exemplar lesen zu können. – Valdemar Nielsen Vestmark hat auch chinesische Gedichte aus dem Englischen ins Dänische übersetzt, die aber nicht veröffentlicht worden sind.
Alle seine Bücher sind im Verlag „Hernovs Forlaget“ in Kopenhagen erschienen und u. a. in der Königlichen Bibliothek zugänglich. In seinem Nachlass wurde Manuskriptmaterial für weitere Bücher gefunden, das sein Neffe Thomas Elmstedt, der Sohn von Marie, 1985 der Königlichen Bibliothek übergeben hat, wo sie in acht Schachteln verwahrt werden.